# Emozioni perturbatrici
Per il Buddhismo le emozioni perturbatrici sono le principali artefici delle sofferenze dell'uomo. Esse sono create dall'uomo stesso sotto l'influsso di ira, ignoranza e attaccamento.

## Premessa
Secondo la dottrina buddhista la mente dell'uomo è per natura chiara e assetata di conoscenza. In quanto tale, assimila ogni cosa, buona o cattiva che sia. Fra le molte cose assimilate, la persona capace di conoscenza, assimilativa ed investigatrice può e deve discriminare ciò che è giusto da ciò che non lo è. In tal modo può comprendere perché debba essere abbandonato ciò che è sbagliato. 

## I fantasmi della nostra mente: quali sono, da dove arrivano
Nell'insegnamento buddhista la mente della persona è turbata da emozioni perturbatrici. Queste sono come spettri della mente, e offuscano e allontanano l'individuo dalla perfetta illuminazione condannandolo alla sofferenza.
Questi fantasmi (ira, ignoranza e attaccamento) sono alla base di tutta la sofferenza umana. L'ignoranza in particolare spinge a non avvertire la presenza di questi difetti, a ripeterli e ad attribuire la colpa delle sofferenze che si vivono agli altri esseri senzienti, siano essi umani o divini.
Ci sono tre "porte" attraverso cui questi spettri possono agire e sono: il corpo, la parola e la mente.  Dare la colpa di qualcosa cui si sia data origine a qualcun altro è, per esempio, l'azione dell'ignoranza che agisce sulla mente e portando a negare l'evidenza dei fatti. Uccidere animali per sacrificarli a divinità (olocausto) è dell'ignoranza per tramite del corpo. Un omicidio passionale, invece, è di solito dovuto all'attaccamento.
Le emozioni perturbatrici sono chiamate anche "Tre veleni" e vengono rappresentati da 3 animali: serpente per l'ira, maiale per l'ignoranza e gallo per l'attaccamento.

## Liberarsi dalle emozioni perturbatrici
La persona in preda a queste emozioni è in grado di compiere qualsiasi gesto sconsiderato, anche con provocazioni minime che saprebbe gestire senza problemi in altri contesti. Tuttavia la mente dell'individuo è in origine chiara, e queste emozioni non sono intrinseche al suo essere e possono venire estirpate per sempre applicando pratiche precise. Applicando la pratica della salvezza la persona combatterà l'ignoranza, con la pratica della meditazione terrà sotto controllo l'ira, con quella della comprensione della vacuità si libera dall'attaccamento. L'insegnamento buddhista non manca di ricordare come la vigilanza su sé stessi, l'analisi e l'introspezione debbano essere continue, per non ricadere. La società, infatti, ci distrae con messaggi contraddittori o opposti a quanto è necessario perseguire per raggiungere la perfetta illuminazione, ovvero uno stato di piena e meravigliosa consapevolezza in cui si è liberi dal desiderio e dalla collera.